# Albeck (Naturschutzgebiet)
Albeck ist ein mit Verordnung des damaligen Regierungspräsidiums Südwürttemberg-Hohenzollern in Tübingen vom 2. August 1971 ausgewiesenes Naturschutzgebiet mit der Nummer 3.085 bei Sulz am Neckar. Im Zuge der Naturschutzverordnung wurde die Landschaftsschutzverordnung „Schafweide bei der Ruine Albeck“ aus dem Jahr 1959 teilweise aufgehoben. Das Landschaftsschutzgebiet erstreckt sich jetzt noch auf das 0,6 Hektar große Flurstück um die Ruine Albeck und deren unmittelbare Umgebung.

## Lage
Das Schutzgebiet befindet sich im Naturraum Obere Gäue. Es liegt südwestlich der Stadt Sulz am Neckar an einem steilen Hang des Oberen Muschelkalks, der nach Osten bis Süden zu einem kleinen Seitental des Neckartals abfällt.

## Flora und Fauna
Die Halbtrockenrasen des Gebiets werden von der gefährdeten Bocks-Riemenzunge und anderen Orchideenarten besiedelt. Weitere Pflanzenarten sind Feinblättrige Miere, Deutscher Fransenenzian, Gewöhnlicher Fransenenzian und Gedrehtlappiger Löwenzahn. Aus der Schmetterlingsfauna stechen die gefährdeten Arten Geißblatt-Kappeneule, Lattich-Mönch, Ried-Grasmotteneulchen und Hufeisenklee-Widderchen hervor.

## Zusammenhängende Schutzgebiete
Das Schutzgebiet ist Teil des FFH-Gebiets Nr. 7717-341 Neckartal zwischen Rottweil und Sulz. Das Landschaftsschutzgebiet Schafweide bei der Ruine Albeck grenzt unmittelbar an.